# زبان نوقایی
زبان نوقایی از زبان‌های ترکی رایج در کشور روسیه است که در جنوب غرب روسیه و به ویژه در منطقه کاراچای-چرکسیا حدود نود هزار تن گویشور دارد. گویشوران این زبان از تیره‌های تاتار هستند و به این زبان که گونه‌ای از زبان‌های قپچاق به‌شمار می‌رود تکلم می‌کنند. خط مورد استفاده برای نگارش این زبان خطوط فارسی و سیریلیک است.
زبان نوقایی به گروه زبان‌های ترکی میانه تعلق دارد و می‌توان آن را در گروه قبچاق، زیرگروه قبچاق-نوقای جای داد. زبان نوقایی بیش از هر زبانی دیگر با زبان‌های قره‌قالپاقی و قزاقی نزدیکی دارد. نوقایی از نظر تقسیم‌بندی قبیله‌ای سه گروه گویشی دارد، یعنی «نوقایی»، «آق‌نوقایی» و «قره‌نوقایی».
زبان ادبی نوقایی از زمان حکومت شوراها به بعد توسعه یافته‌است. کوشش‌هایی که در جهت یک دست کردن زبان نوگای به عمل آمده‌است، رفته رفته اختلاف گویش‌ها را از میان می‌برد. در حال حاضر اختلاف عمده میان این گویش‌ها اختلاف آوایی است. واژگان این زبان حاوی عناصر زیاد عربی و فارسی است. واژه‌های روسی زیادی نیز از قبل یا بعد از انقلاب به این زبان وارد شده‌است. برای امور اداری، قضایی و سایر امور دولتی معمولاً از زبان روسی استفاده می‌شود. این زبان به‌طور قطع در معرض خطر Definitely endangered قرار دارد.

## پیشینه
نام نوقای از نام نوقای خان نوه چنگیز خان مغول ریشه گرفته‌است. نوقایی‌ها اقوام بیابانگردی بودند که در سده سیزدهم میلادی کنترل نواحی رود دانوب را بدست گرفتند. بعدها در منطقه دریای سیاه حوالی اوکراین مستقر شدند. در سده نوزدهم میلادی شمار زیادی از افراد این قوم به مناطق مختلف کوچ کردند. شماری به رومانی و ترکیه رفته برخی نیز در روسیه و قفقاز سکنی گزیدند. آنهایی که در ترکیه بودند به دلیل سیاست تک‌زبانی ترکیه و همگون‌سازی به تدریج ترک‌زبان شدند و زبان نوقایی امروزه تنها میان افراد سالخورده نوقایی در ترکیه مورد استفاده است. در سال ۱۹۷۳ شماری روزنامه‌ها و جراید در قفقاز بزبان نوقایی نوشته و چاپ شد اما به دلیل دورافتاده بودن نواحی نوقایی زبان معمولاً این نوشته‌ها آنجا بدستشان نمی‌رسید. هم‌اکنون شمار گویشوران این زبان را حدود نود تا یکصد هزار تن می‌دانند.

## شیوه نگارش
پس از اینکه مدت‌ها از خطی وام گرفته از خط عربی برای نگارش این زبان استفاده می‌شد. این خط چند نشانه اضافی داشت که برای نوشتن آواهای نوقایی مناسب گردد. از سال ۱۹۲۸ الفبای لاتین در لاتین سازی روسی برای این زبان در نظر گرفته شد که حروف آن بدین صورت بود:
| A a | B в | Ç ç | D d | E e | Ә ә | G g | Ƣ ƣ |
| I i | K k | L l | M m | N n | N̡ n̡ | O o | Ө ө |
| P p | Q q | R r | S s | Ş ş | T t | U u | Y y |
| J j | Ь ь | Z z | V v |     |     |     |     |

بعدها در سال ۱۹۳۹ دوباره الفبای روسی به نحوی که برای زبان نوقا مناسب باشد مجدد بکار گرفته شد.
| А а   | Аь аь | Б б   | В в | Г г | Д д | Е е | Ё ё |
| Ж ж   | З з   | И и   | Й й | К к | Л л | М м | Н н |
| Нъ нъ | О о   | Оь оь | П п | Р р | С с | Т т | У у |
| Уь уь | Ф ф   | Х х   | Ц ц | Ч ч | Ш ш | Щ щ | Ъ ъ |
| Ы ы   | Ь ь   | Э э   | Ю ю | Я я |     |     |     |